# Eau Claire, Wisconsin

Eau Claire je grad u američkoj saveznoj državi Wisconsin. Grad upravno pripada okrugu Eau Claire.
Prema popisu iz 2010. grad ima 65.883 stanovnika, dok je 2000. godine u njemu živjelo 61.704 stanovnika.